# Myotis
Myotis là một chi động vật có vú trong họ Dơi muỗi, bộ Dơi. Chi này được Kaup miêu tả năm 1829. Loài điển hình của chi này là Vespertilio myotis Borkhausen, 1797.

## Hình ảnh

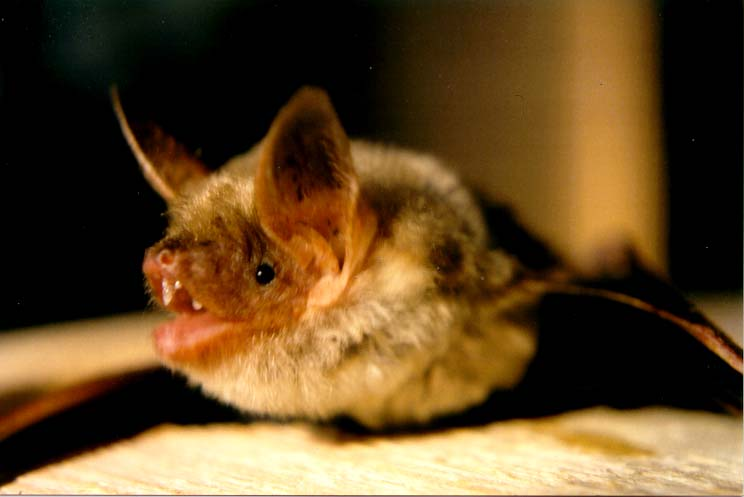

## Các loài
Chi này gồm các loài:
- Myotis abei
- Myotis adversus
- Myotis aelleni
- Myotis albescens
- Myotis alcathoe
- Myotis altarium
- Myotis anjouanensis
- Myotis annamiticus
- Myotis annectans
- Myotis atacamensis
- Myotis auriculus
- Myotis australis
- Myotis austroriparius
- Myotis bechsteinii
- Myotis blythii
- Myotis bocagii
- Myotis bombinus
- Myotis brandtii
- Myotis bucharensis
- Myotis californicus
- Myotis capaccinii
- Myotis chiloensis
- Myotis chinensis
- Myotis ciliolabrum
- Myotis cobanensis
- Myotis csorbai
- Myotis dasycneme
- Myotis daubentonii
- Myotis davidii
- Myotis dominicensis
- Myotis elegans
- Myotis emarginatus
- Myotis evotis
- Myotis fimbriatus
- Myotis findleyi
- Myotis formosus
- Myotis fortidens
- Myotis frater
- Myotis gomantongensis
- Myotis goudoti
- Myotis grisescens
- Myotis hajastanicus
- Myotis hasseltii
- Myotis hermani
- Myotis hosonoi
- Myotis ikonnikovi
- Myotis insularum
- Myotis keaysi
- Myotis keenii
- Myotis laniger
- Myotis leibii
- Myotis levis
- Myotis longipes
- Myotis lucifugus
- Myotis macrodactylus
- Myotis macropus
- Myotis macrotarsus
- Myotis martiniquensis
- Myotis melanorhinus
- Myotis moluccarum
- Myotis montivagus
- Myotis morrisi
- Myotis myotis
- Myotis nattereri
- Myotis nesopolus
- Myotis nigricans
- Myotis nipalensis
- Myotis occultus
- Myotis oreias
- Myotis oxygnathus
- Myotis oxyotus
- Myotis ozensis
- Myotis peninsularis
- Myotis pequinius
- Myotis planiceps
- Myotis pruinosus
- Myotis punicus
- Myotis ricketti
- Myotis ridleyi
- Myotis riparius
- Myotis rosseti
- Myotis ruber
- Myotis schaubi
- Myotis scotti
- Myotis septentrionalis
- Myotis sicarius
- Myotis simus
- Myotis sodalis
- Myotis stalkeri
- Myotis thysanodes
- Myotis tricolor
- Myotis velifer
- Myotis vivesi
- Myotis volans
- Myotis welwitschii
- Myotis yanbarensis
- Myotis yesoensis
- Myotis yumanensis